# Média social anonyme

Logi du média social "Secret"

Un média social anonyme est un média social dont la fonctionnalité principale est le partage et l'interaction autour de contenus et d'informations anonymes sur des plates-formes mobiles ou sur le web.

## Contexte
Apparaissant très tôt sur le web principalement sous la forme de sites de confessions anonymes, ce type de média social a évolué vers différents types et formats d'expressions anonymes. Suivant l'évolution de la création et de la consommation du contenu numérique, les médias sociaux anonymes se sont déplacés du web vers les applications mobiles. Ainsi, les blogues anonymes et les platesformes de questions-réponses anonymes comme Ask.fm ont introduit des versions mobiles de leurs services.
De nombreuses applications mobiles de médias sociaux anonymes sont apparues en 2013 et 2014. La grosseur, la lourdeur et le manque de respect de la vie privée de Facebook ont fait fuir les jeunes vers des applications mobiles anonymes ou semi-anonymes où les communications sont perçues comme plus authentiques et plus sécuritaires,. Ces services anonymes diffèrent des réseaux sociaux traditionnels comme Facebook, Twitter et Instagram, du fait qu'ils ne requièrent généralement pas l'enregistrement d'un profil d'utilisateur.

## Usages potentiels et controverse
La popularité croissante des applications anonymes comme Wizters, Secret, The Insider, Awkward et Cloaq a suscité des débats importants autour de l'utilisation qui est faite de ces outils. À mesure que de nouvelles plates-formes anonymes se joignent à la ligue des médias sociaux anonymes, des préoccupations croissantes sont exprimées au sujet de l'éthique et de la morale des médias sociaux anonymes à cause des nombreux cas de cyberintimidation et de diffamation que ces médias facilitent. Avec l'augmentation de l'utilisation des plates-formes anonymes, les utilisations imprévues de ces applications ont augmenté, forçant les médias à afficher des avertissements dans les applications et à prohiber leur utilisation par les élèves de niveau secondaire.
Certaines de ces applications ont également été accusées de provoquer des bouclages et des évacuations dans des écoles américaines. Afin de limiter les dégâts, les applications anonymes suppriment maintenant les messages abusifs ou nuisibles. Des applications, comme Yak Yik, Secret et Murmure, externalisent la suppression des messages indésirables vers des pays à main-d'œuvre bon marché. Des logiciels sont également utilisés pour détecter et supprimer les messages indésirables.
Sur une note plus positive, les médias sociaux anonymes peuvent parfois permettre des communications plus authentiques en permettant à des personnes de s'exprimer sans peur d'être jugées. Par exemple, des médias comme tellM et rumr permettent à leurs utilisateurs d'interagir de façon anonyme avec leur liste de contacts, ce qui permet un niveau de communication qui n'est pas toujours possible lorsque les participants s'expriment à visage découvert.

## Revenus
La génération de revenus est un défi pour les médias sociaux anonymes. Comme peu d'informations sont recueillies sur les utilisateurs, il est difficile pour les applications anonymes de faire de la publicité ciblée. Cependant, certaines applications, telles que Wizters, ont trouvé une méthode pour surmonter cet obstacle. Elles ont développé une approche par mots-clés, où les annonces sont présentées aux utilisateurs en fonction de certains mots qu'ils utilisent dans leurs messages. Malgré le succès de certaines applications anonymes, d'autres applications, comme Secret, n'ont pas réussi à générer de revenus.
Le concept d'application anonyme ne fait pas l'unanimité parmi les investisseurs. Certains investisseurs y ont investi de grosses sommes d'argent parce qu'ils pensent que ces applications parviendront à générer des revenus. D'autres investisseurs boudent ces applications parce qu'ils estiment qu'elles font plus de mal que de bien.

## Source de la traduction
- (en) Cet article est partiellement ou en totalité issu de l’article de Wikipédia en anglais intitulé « Anonymous social media » (voir la liste des auteurs).